# Tour de France 2013/Fahrerfeld
Bei der Tour de France 2013 gingen insgesamt 198 Radrennfahrer in 22 Teams an den Start.

## Legende
- Suspendierung: Ausschluss durch eigenes Team
- Ausschluss: Ausschluss durch die Rennleitung vor Rennbeginn
- Disqualifikation: Ausschluss durch die Rennleitung nach Rennbeginn
- Auszeichnungen nach der Zielankunft:
  - : Etappensieger
  - : Gelbes Trikot für den Gesamtführenden
  - : Grünes Trikot für den Führenden in der Punktewertung
  - : Gepunktetes Trikot für den Führenden in der Bergwertung
  - : Weißes Trikot für den Führenden in der Wertung der unter 25-Jährigen
  - : Rote Rückennummer für den kämpferischsten Fahrer des Vortages
  - : Gelbe Rückennummer für das in der Mannschaftswertung führende Team

## Teilnehmer nach Nationalitäten
| Nr.    | Land                   | Teilnehmer |
| ------ | ---------------------- | ---------- |
| 01     | Frankreich             | 42         |
| 02     | Spanien                | 27         |
| 03     | Italien                | 18         |
| 04     | Niederlande            | 17         |
| 05     | Belgien                | 12         |
| 06     | Australien             | 11         |
| 07     | Deutschland            | 10         |
| 08     | Vereinigtes Königreich | 6          |
| 08     | Vereinigte Staaten     | 6          |
| 10     | Kasachstan             | 4          |
| 11     | Dänemark               | 3          |
| 11     | Kanada                 | 3          |
| 11     | Norwegen               | 3          |
| 11     | Polen                  | 3          |
| 11     | Russland               | 3          |
| 11     | Schweiz                | 3          |
| 11     | Belarus                | 3          |
| 18     | Kolumbien              | 2          |
| 18     | Irland                 | 2          |
| 18     | Luxemburg              | 2          |
| 18     | Neuseeland             | 2          |
| 18     | Portugal               | 2          |
| 18     | Slowakei               | 2          |
| 18     | Slowenien              | 2          |
| 25     | Brasilien              | 1          |
| 25     | Costa Rica             | 1          |
| 25     | Estland                | 1          |
| 25     | Japan                  | 1          |
| 25     | Lettland               | 1          |
| 25     | Litauen                | 1          |
| 25     | Schweden               | 1          |
| 25     | Südafrika              | 1          |
| 25     | Tschechien             | 1          |
| 25     | Usbekistan             | 1          |
| Gesamt | Gesamt                 | 198        |

## Teilnehmer nach Teams

### Sky ProCycling(Großbritannien)
| Nr.                 | Name                 | Nationalität           | Rang | Anmerkungen                                                  |
| ------------------- | -------------------- | ---------------------- | ---- | ------------------------------------------------------------ |
| 1                   | Chris Froome         | Vereinigtes Königreich | 001. | : 8., 15., 17. Etappe; : 8.–21. Etappe; : 8., 15.–19. Etappe |
| 2                   | Edvald Boasson Hagen | Norwegen               | –    | Nicht zur 13. Etappe angetreten                              |
| 3                   | Peter Kennaugh       | Vereinigtes Königreich | 077. |                                                              |
| 4                   | Wassil Kiryjenka     | Belarus                | –    | Zeitlimit der 9. Etappe überschritten                        |
| 5                   | David López          | Spanien                | 127. |                                                              |
| 6                   | Richie Porte         | Australien             | 019. |                                                              |
| 7                   | Kanstanzin Siuzou    | Belarus                | 090. |                                                              |
| 8                   | Ian Stannard         | Vereinigtes Königreich | 135. |                                                              |
| 9                   | Geraint Thomas       | Vereinigtes Königreich | 140. |                                                              |
| Mannschaftswertung: | Mannschaftswertung:  | Mannschaftswertung:    | 009. |                                                              |

### Cannondale Pro Cycling(Italien)
| Nr.                 | Name                 | Nationalität        | Rang | Anmerkungen                           |
| ------------------- | -------------------- | ------------------- | ---- | ------------------------------------- |
| 11                  | Peter Sagan          | Slowakei            | 082. | : 7. Etappe; : 3.–21. Etappe          |
| 12                  | Maciej Bodnar        | Polen               | 114. |                                       |
| 13                  | Alessandro De Marchi | Italien             | 071. |                                       |
| 14                  | Ted King             | Vereinigte Staaten  | –    | Zeitlimit der 4. Etappe überschritten |
| 15                  | Kristijan Koren      | Slowenien           | 100. |                                       |
| 16                  | Alan Marangoni       | Italien             | 111. |                                       |
| 17                  | Moreno Moser         | Italien             | 094. |                                       |
| 18                  | Fabio Sabatini       | Italien             | 117. |                                       |
| 19                  | Brian Vandborg       | Dänemark            | 155. |                                       |
| Mannschaftswertung: | Mannschaftswertung:  | Mannschaftswertung: | 022. |                                       |

### Lotto Belisol(Belgien)
| Nr.                 | Name                  | Nationalität        | Rang | Anmerkungen                    |
| ------------------- | --------------------- | ------------------- | ---- | ------------------------------ |
| 21                  | Jurgen Van Den Broeck | Belgien             | –    | Nicht zur 6. Etappe angetreten |
| 22                  | Lars Bak              | Dänemark            | 108. |                                |
| 23                  | Bart De Clercq        | Belgien             | 038. |                                |
| 24                  | André Greipel         | Deutschland         | 129. | : 6. Etappe; : 6. Etappe       |
| 25                  | Adam Hansen           | Australien          | 072. |                                |
| 26                  | Greg Henderson        | Neuseeland          | 162. |                                |
| 27                  | Jürgen Roelandts      | Belgien             | 160. |                                |
| 28                  | Marcel Sieberg        | Deutschland         | –    | Aufgabe während der 19. Etappe |
| 29                  | Frederik Willems      | Belgien             | 163. |                                |
| Mannschaftswertung: | Mannschaftswertung:   | Mannschaftswertung: | 020. |                                |

### BMC Racing Team(USA)
| Nr.                 | Name                | Nationalität        | Rang | Anmerkungen                    |
| ------------------- | ------------------- | ------------------- | ---- | ------------------------------ |
| 31                  | Cadel Evans         | Australien          | 039. |                                |
| 32                  | Brent Bookwalter    | Vereinigte Staaten  | 091. |                                |
| 33                  | Marcus Burghardt    | Deutschland         | 098. |                                |
| 34                  | Philippe Gilbert    | Belgien             | 062. |                                |
| 35                  | Amaël Moinard       | Frankreich          | 056. |                                |
| 36                  | Steve Morabito      | Schweiz             | 035. |                                |
| 37                  | Manuel Quinziato    | Italien             | 085. |                                |
| 38                  | Michael Schär       | Schweiz             | –    | Nicht zur 9. Etappe angetreten |
| 39                  | Tejay van Garderen  | Vereinigte Staaten  | 045. |                                |
| Mannschaftswertung: | Mannschaftswertung: | Mannschaftswertung: | 012. |                                |

### RadioShack Leopard(Luxemburg)
| Nr.                 | Name                | Nationalität        | Rang | Anmerkungen                              |
| ------------------- | ------------------- | ------------------- | ---- | ---------------------------------------- |
| 41                  | Andy Schleck        | Luxemburg           | 020. |                                          |
| 42                  | Jan Bakelants       | Belgien             | 018. | : 2. Etappe; : 2.–3. Etappe; : 7. Etappe |
| 43                  | Laurent Didier      | Luxemburg           | 053. |                                          |
| 44                  | Tony Gallopin       | Frankreich          | 058. |                                          |
| 45                  | Markel Irízar       | Spanien             | 103. |                                          |
| 46                  | Andreas Klöden      | Deutschland         | 030. |                                          |
| 47                  | Maxime Monfort      | Belgien             | 014. |                                          |
| 48                  | Jens Voigt          | Deutschland         | 067. | : 20. Etappe                             |
| 49                  | Haimar Zubeldia     | Spanien             | 036. |                                          |
| Mannschaftswertung: | Mannschaftswertung: | Mannschaftswertung: | 003. | : 2.–3. Etappe, 16. Etappe               |

### Team Europcar(Frankreich)
| Nr.                 | Name                | Nationalität        | Rang | Anmerkungen                                 |
| ------------------- | ------------------- | ------------------- | ---- | ------------------------------------------- |
| 51                  | Pierre Rolland      | Frankreich          | 024. | : 2.–6. Etappe, 9.–14. Etappe; : 19. Etappe |
| 52                  | Yukiya Arashiro     | Japan               | 099. |                                             |
| 53                  | Jérôme Cousin       | Frankreich          | 156. | : 1., 10. Etappe                            |
| 54                  | Cyril Gautier       | Frankreich          | 032. |                                             |
| 55                  | Yohann Gène         | Frankreich          | 158. |                                             |
| 56                  | Davide Malacarne    | Italien             | 049. |                                             |
| 57                  | Kévin Réza          | Belgien             | 134. |                                             |
| 58                  | David Veilleux      | Kanada              | 123. |                                             |
| 59                  | Thomas Voeckler     | Frankreich          | 065. |                                             |
| Mannschaftswertung: | Mannschaftswertung: | Mannschaftswertung: | 013. |                                             |

### Astana Pro Team(Kasachstan)
| Nr.                 | Name                                | Nationalität        | Rang | Anmerkungen                    |
| ------------------- | ----------------------------------- | ------------------- | ---- | ------------------------------ |
| 61                  | Janez Brajkovič                     | Slowenien           | –    | Nicht zur 7. Etappe angetreten |
| 62                  | Assan Basajew                       | Kasachstan          | 168. |                                |
| 63                  | Jakob Fuglsang                      | Dänemark            | 007. |                                |
| 64                  | Enrico Gasparotto                   | Italien             | 095. |                                |
| 65                  | Francesco Gavazzi                   | Italien             | 084. |                                |
| 66                  | Andrei Grigorjewitsch Kaschetschkin | Kasachstan          | –    | Aufgabe während der 3. Etappe  |
| 67                  | Fredrik Kessiakoff                  | Schweden            | –    | Aufgabe während der 6. Etappe  |
| 68                  | Alexei Luzenko                      | Kasachstan          | –    | Aufgabe während der 18. Etappe |
| 69                  | Dmitri Murawjow                     | Kasachstan          | 167. |                                |
| Mannschaftswertung: | Mannschaftswertung:                 | Mannschaftswertung: | 018. |                                |

### FDJ.fr(Frankreich)
| Nr.                 | Name                | Nationalität        | Rang | Anmerkungen                     |
| ------------------- | ------------------- | ------------------- | ---- | ------------------------------- |
| 71                  | Thibaut Pinot       | Frankreich          | –    | Nicht zur 16. Etappe angetreten |
| 72                  | William Bonnet      | Frankreich          | –    | Aufgabe während der 18. Etappe  |
| 73                  | Nacer Bouhanni      | Frankreich          | –    | Aufgabe während der 6. Etappe   |
| 74                  | Pierrick Fédrigo    | Frankreich          | 059. |                                 |
| 75                  | Murilo Fischer      | Brasilien           | 133. |                                 |
| 76                  | Alexandre Geniez    | Frankreich          | 044. |                                 |
| 77                  | Arnold Jeannesson   | Frankreich          | 029. |                                 |
| 78                  | Jérémy Roy          | Frankreich          | 126. |                                 |
| 79                  | Arthur Vichot       | Frankreich          | 066. |                                 |
| Mannschaftswertung: | Mannschaftswertung: | Mannschaftswertung: | 014. |                                 |

### ag2r La Mondiale(Frankreich)
| Nr.                 | Name                   | Nationalität        | Rang | Anmerkungen                    |
| ------------------- | ---------------------- | ------------------- | ---- | ------------------------------ |
| 81                  | Jean-Christophe Péraud | Frankreich          | –    | Aufgabe während der 17. Etappe |
| 82                  | Romain Bardet          | Frankreich          | 015. | : 9. Etappe                    |
| 83                  | Maxime Bouet           | Frankreich          | –    | Nicht zur 6. Etappe angetreten |
| 84                  | Samuel Dumoulin        | Frankreich          | 143. |                                |
| 85                  | Hubert Dupont          | Frankreich          | 034. |                                |
| 86                  | John Gadret            | Frankreich          | 022. |                                |
| 87                  | Blel Kadri             | Frankreich          | 125. | : 2. Etappe; : 7. Etappe       |
| 88                  | Sébastien Minard       | Frankreich          | 124. |                                |
| 89                  | Christophe Riblon      | Frankreich          | 037. | : 18. Etappe; : 18. Etappe     |
| Mannschaftswertung: | Mannschaftswertung:    | Mannschaftswertung: | 002. |                                |

### Team Saxo-Tinkoff(Dänemark)
| Nr.                 | Name                | Nationalität        | Rang | Anmerkungen                      |
| ------------------- | ------------------- | ------------------- | ---- | -------------------------------- |
| 91                  | Alberto Contador    | Spanien             | 004. |                                  |
| 92                  | Daniele Bennati     | Italien             | 107. |                                  |
| 93                  | Jesús Hernández     | Spanien             | 043. |                                  |
| 94                  | Roman Kreuziger     | Tschechien          | 005. |                                  |
| 95                  | Benjamín Noval      | Spanien             | –    | Aufgabe während der 9. Etappe    |
| 96                  | Sérgio Paulinho     | Portugal            | 136. |                                  |
| 97                  | Nicolas Roche       | Irland              | 040. |                                  |
| 98                  | Michael Rogers      | Australien          | 016. |                                  |
| 99                  | Matteo Tosatto      | Italien             | 092. |                                  |
| Mannschaftswertung: | Mannschaftswertung: | Mannschaftswertung: | 001. | : 13.–15. Etappe, 17.–21. Etappe |

### Katusha(Russland)
| Nr.                 | Name                          | Nationalität        | Rang | Anmerkungen |
| ------------------- | ----------------------------- | ------------------- | ---- | ----------- |
| 101                 | Joaquim Rodríguez             | Spanien             | 003. |             |
| 102                 | Pawel Alexandrowitsch Brutt   | Russland            | 110. |             |
| 103                 | Alexander Kristoff            | Norwegen            | 147. |             |
| 104                 | Aljaksandr Kuschynski         | Belarus             | 141. |             |
| 105                 | Alberto Losada                | Spanien             | 109. |             |
| 106                 | Daniel Moreno                 | Spanien             | 017. |             |
| 107                 | Gatis Smukulis                | Lettland            | 119. |             |
| 108                 | Juri Wiktorowitsch Trofimow   | Russland            | 051. |             |
| 109                 | Eduard Alexejewitsch Worganow | Russland            | 048. |             |
| Mannschaftswertung: | Mannschaftswertung:           | Mannschaftswertung: | 006. |             |

### Euskaltel Euskadi(Spanien)
| Nr.                 | Name                | Nationalität        | Rang | Anmerkungen                     |
| ------------------- | ------------------- | ------------------- | ---- | ------------------------------- |
| 111                 | Igor Antón          | Spanien             | 023. |                                 |
| 112                 | Mikel Astarloza     | Spanien             | 042. |                                 |
| 113                 | Gorka Izagirre      | Spanien             | –    | Nicht zur 17. Etappe angetreten |
| 114                 | Jon Izaguirre       | Spanien             | 069. |                                 |
| 115                 | Juan José Lobato    | Spanien             | 165. | : 1. Etappe                     |
| 116                 | Mikel Nieve         | Spanien             | 012. |                                 |
| 117                 | Juan José Oroz      | Spanien             | 078. |                                 |
| 118                 | Rubén Pérez         | Spanien             | 139. |                                 |
| 119                 | Romain Sicard       | Frankreich          | 122. |                                 |
| Mannschaftswertung: | Mannschaftswertung: | Mannschaftswertung: | 007. |                                 |

### Movistar Team(Spanien)
| Nr.                 | Name                   | Nationalität        | Rang | Anmerkungen                                                                  |
| ------------------- | ---------------------- | ------------------- | ---- | ---------------------------------------------------------------------------- |
| 121                 | Alejandro Valverde     | Spanien             | 008. |                                                                              |
| 122                 | Andrey Amador          | Costa Rica          | 054. |                                                                              |
| 123                 | Jonathan Castroviejo   | Spanien             | 097. |                                                                              |
| 124                 | Rui Costa              | Portugal            | 027. | : 16., 19. Etappe; : 16. Etappe                                              |
| 125                 | Imanol Erviti          | Spanien             | 118. |                                                                              |
| 126                 | José Iván Gutiérrez    | Spanien             | –    | Aufgabe während der 9. Etappe                                                |
| 127                 | Rubén Plaza            | Spanien             | 047. |                                                                              |
| 128                 | Nairo Quintana         | Kolumbien           | 002. | : 20. Etappe; : 8.–10. Etappe, 15.–21. Etappe; : 20.–21. Etappe; : 8. Etappe |
| 129                 | José Joaquín Rojas Gil | Spanien             | 079. |                                                                              |
| Mannschaftswertung: | Mannschaftswertung:    | Mannschaftswertung: | 004. | : 8.–12. Etappe                                                              |

### Cofidis, Solutions Crédits(Frankreich)
| Nr.                 | Name                | Nationalität        | Rang | Anmerkungen                    |
| ------------------- | ------------------- | ------------------- | ---- | ------------------------------ |
| 131                 | Rein Taaramäe       | Estland             | 102. |                                |
| 132                 | Yohann Bagot        | Frankreich          | –    | Aufgabe während der 3. Etappe  |
| 133                 | Jérôme Coppel       | Frankreich          | 063. |                                |
| 134                 | Egoitz García       | Spanien             | 115. |                                |
| 135                 | Christophe Le Mével | Frankreich          | –    | Aufgabe während der 19. Etappe |
| 136                 | Guillaume Levarlet  | Frankreich          | 061. |                                |
| 137                 | Luis Ángel Maté     | Spanien             | 088. |                                |
| 138                 | Rudy Molard         | Frankreich          | 073. |                                |
| 139                 | Daniel Navarro      | Spanien             | 009. |                                |
| Mannschaftswertung: | Mannschaftswertung: | Mannschaftswertung: | 010. |                                |

### Lampre-Merida(Italien)
| Nr.                 | Name                | Nationalität        | Rang | Anmerkungen                   |
| ------------------- | ------------------- | ------------------- | ---- | ----------------------------- |
| 141                 | Damiano Cunego      | Italien             | 055. |                               |
| 142                 | Matteo Bono         | Italien             | –    | Aufgabe während der 8. Etappe |
| 143                 | Davide Cimolai      | Italien             | 137. |                               |
| 144                 | Elia Favilli        | Italien             | 138. |                               |
| 145                 | Roberto Ferrari     | Italien             | 157. |                               |
| 146                 | Adriano Malori      | Italien             | –    | Aufgabe während der 7. Etappe |
| 147                 | Manuele Mori        | Italien             | 076. |                               |
| 148                 | Przemysław Niemiec  | Polen               | 057. |                               |
| 149                 | José Serpa          | Kolumbien           | 021. |                               |
| Mannschaftswertung: | Mannschaftswertung: | Mannschaftswertung: | 016. |                               |

### Omega Pharma-Quick-Step Cycling Team(Belgien)
| Nr.                 | Name                | Nationalität           | Rang | Anmerkungen                    |
| ------------------- | ------------------- | ---------------------- | ---- | ------------------------------ |
| 151                 | Mark Cavendish      | Vereinigtes Königreich | 148. | : 5., 13. Etappe; : 13. Etappe |
| 152                 | Sylvain Chavanel    | Frankreich             | 031. | : 15. Etappe                   |
| 153                 | Michał Kwiatkowski  | Polen                  | 011. | : 2.–7. Etappe, 11.–14. Etappe |
| 154                 | Tony Martin         | Deutschland            | 106. | : 11. Etappe                   |
| 155                 | Jérôme Pineau       | Frankreich             | 159. |                                |
| 156                 | Gert Steegmans      | Belgien                | 153. |                                |
| 157                 | Niki Terpstra       | Niederlande            | 149. |                                |
| 158                 | Matteo Trentin      | Italien                | 142. | : 14. Etappe                   |
| 159                 | Peter Velits        | Slowakei               | 025. |                                |
| Mannschaftswertung: | Mannschaftswertung: | Mannschaftswertung:    | 008. |                                |

### Belkin-Pro Cycling Team(Niederlande)
| Nr.                 | Name                 | Nationalität        | Rang | Anmerkungen |
| ------------------- | -------------------- | ------------------- | ---- | ----------- |
| 161                 | Lars Boom            | Niederlande         | 105. |             |
| 162                 | Robert Gesink        | Niederlande         | 026. |             |
| 163                 | Tom Leezer           | Niederlande         | 150. |             |
| 164                 | Bauke Mollema        | Niederlande         | 006. |             |
| 165                 | Lars Petter Nordhaug | Norwegen            | 050. |             |
| 166                 | Bram Tankink         | Niederlande         | 064. |             |
| 167                 | Laurens ten Dam      | Niederlande         | 013. |             |
| 168                 | Sep Vanmarcke        | Belgien             | 131. |             |
| 169                 | Maarten Wijnants     | Belgien             | 132. |             |
| Mannschaftswertung: | Mannschaftswertung:  | Mannschaftswertung: | 005. |             |

### Garmin Sharp(USA)
| Nr.                 | Name                  | Nationalität           | Rang | Anmerkungen                    |
| ------------------- | --------------------- | ---------------------- | ---- | ------------------------------ |
| 171                 | Ryder Hesjedal        | Kanada                 | 070. |                                |
| 172                 | Jack Bauer            | Neuseeland             | –    | Aufgabe während der 19. Etappe |
| 173                 | Tom Danielson         | Vereinigte Staaten     | 060. |                                |
| 174                 | Rohan Dennis          | Australien             | –    | Nicht zur 9. Etappe angetreten |
| 175                 | Daniel Martin         | Irland                 | 033. | : 9. Etappe                    |
| 176                 | David Millar          | Vereinigtes Königreich | 113. |                                |
| 177                 | Ramūnas Navardauskas  | Litauen                | 120. |                                |
| 178                 | Andrew Talansky       | Vereinigte Staaten     | 010. |                                |
| 179                 | Christian Vande Velde | Vereinigte Staaten     | –    | Aufgabe während der 7. Etappe  |
| Mannschaftswertung: | Mannschaftswertung:   | Mannschaftswertung:    | 011. |                                |

### Orica GreenEdge(Australien)
| Nr.                 | Name                | Nationalität        | Rang | Anmerkungen                 |
| ------------------- | ------------------- | ------------------- | ---- | --------------------------- |
| 181                 | Simon Gerrans       | Australien          | 080. | : 3. Etappe; : 4.–5. Etappe |
| 182                 | Michael Albasini    | Schweiz             | 086. |                             |
| 183                 | Simon Clarke        | Australien          | 068. | : 3. Etappe                 |
| 184                 | Matthew Goss        | Australien          | 152. |                             |
| 185                 | Daryl Impey         | Südafrika           | 074. | : 6.–7. Etappe              |
| 186                 | Brett Lancaster     | Australien          | 154. |                             |
| 187                 | Cameron Meyer       | Australien          | 130. |                             |
| 188                 | Stuart O’Grady      | Australien          | 161. |                             |
| 189                 | Svein Tuft          | Kanada              | 169. |                             |
| Mannschaftswertung: | Mannschaftswertung: | Mannschaftswertung: | 019. | : 4. Etappe; : 4.–7. Etappe |

### Team Argos-Shimano(Niederlande)
| Nr.                 | Name                | Nationalität        | Rang | Anmerkungen                                                          |
| ------------------- | ------------------- | ------------------- | ---- | -------------------------------------------------------------------- |
| 191                 | John Degenkolb      | Deutschland         | 121. |                                                                      |
| 192                 | Roy Curvers         | Niederlande         | 145. |                                                                      |
| 193                 | Koen de Kort        | Niederlande         | 138. |                                                                      |
| 194                 | Tom Dumoulin        | Niederlande         | 041. |                                                                      |
| 195                 | Johannes Fröhlinger | Deutschland         | 146. |                                                                      |
| 196                 | Simon Geschke       | Deutschland         | 075. |                                                                      |
| 197                 | Marcel Kittel       | Deutschland         | 166. | : 1., 10., 12., 21. Etappe; : 1. Etappe; : 1.–2. Etappe; : 1. Etappe |
| 198                 | Albert Timmer       | Niederlande         | 164. |                                                                      |
| 199                 | Tom Veelers         | Niederlande         | –    | Aufgabe während der 19. Etappe                                       |
| Mannschaftswertung: | Mannschaftswertung: | Mannschaftswertung: | 021. |                                                                      |

### Vacansoleil-DCM Pro Cycling Team(Niederlande)
| Nr.                 | Name                | Nationalität        | Rang | Anmerkungen                     |
| ------------------- | ------------------- | ------------------- | ---- | ------------------------------- |
| 201                 | Wout Poels          | Niederlande         | 028. |                                 |
| 202                 | Kris Boeckmans      | Belgien             | –    | Aufgabe während der 19. Etappe  |
| 203                 | Thomas De Gendt     | Belgien             | 096. | : 5. Etappe                     |
| 204                 | Juan Antonio Flecha | Spanien             | 093. | : 12. Etappe                    |
| 205                 | Johnny Hoogerland   | Niederlande         | 101. |                                 |
| 206                 | Sergey Lagutin      | Usbekistan          | 083. |                                 |
| 207                 | Boy van Poppel      | Niederlande         | 144. |                                 |
| 208                 | Danny van Poppel    | Niederlande         | –    | Nicht zur 16. Etappe angetreten |
| 209                 | Lieuwe Westra       | Niederlande         | –    | Aufgabe während der 19. Etappe  |
| Mannschaftswertung: | Mannschaftswertung: | Mannschaftswertung: | 017. | : 1. Etappe                     |

### Sojasun(Frankreich)
| Nr.                 | Name                | Nationalität        | Rang | Anmerkungen  |
| ------------------- | ------------------- | ------------------- | ---- | ------------ |
| 211                 | Brice Feillu        | Frankreich          | 104. |              |
| 212                 | Anthony Delaplace   | Frankreich          | 089. |              |
| 213                 | Julien El-Farès     | Frankreich          | 081. |              |
| 214                 | Jonathan Hivert     | Frankreich          | 151. |              |
| 215                 | Cyril Lemoine       | Frankreich          | 112. |              |
| 216                 | Jean-Marc Marino    | Frankreich          | 116. |              |
| 217                 | Maxime Méderel      | Frankreich          | 052. |              |
| 218                 | Julien Simon        | Frankreich          | 087. | : 14. Etappe |
| 219                 | Alexis Vuillermoz   | Frankreich          | 046. |              |
| Mannschaftswertung: | Mannschaftswertung: | Mannschaftswertung: | 015. |              |